# 박경리문학상
박경리문학상(朴景利文學賞)은 소설가 박경리(朴景利, 1926~2008)의 작가정신과 업적을 기리기 위해 2011년 제정된 대한민국의 문학상이다. 토지문화재단이 주관하는 박경리 문학제에서 시상하며, 토지문화재단·박경리문학상위원회·《동아일보》에서 주최한다. 후보자는 탁월한 문학적 업적을 성취한 소설가, 문학적 업적으로 높은 평가를 받고, 많은 영향력을 지닌 작가, 한국어로 문학활동을 한 생존 작가가 추천 대상이다. 상금은 1억 5,000만 원이다.
2011년 박경리 문학상은 한국 최초의 세계문학상으로 제정되었다.

## 역대 수상 작품
| 회     | 수상년도 | 수상 작가                                        | 국가       |
| ------ | -------- | ------------------------------------------------ | ---------- |
| 제1회  | 2011년   | 소설가 최인훈                                    | 한국       |
| 제2회  | 2012년   | 소설가 류드밀라 울리츠카야 (Lyudmila Ulitskaya)  | 러시아     |
| 제3회  | 2013년   | 소설가 마릴린 로빈슨 (Marilynne Robinson)        | 미국       |
| 제4회  | 2014년   | 소설가 베른하르트 슐링크 (Bernhard Schlink)      | 독일       |
| 제5회  | 2015년   | 소설가 아모스 오즈 (Amos Oz)                     | 이스라엘   |
| 제6회  | 2016년   | 소설가 응구기 와 티옹오 (Ngũgĩ wa Thiong'o)      | 케냐       |
| 제7회  | 2017년   | 소설가 A. S. 바이엇 (A. S. Byatt)                | 영국       |
| 제8회  | 2018년   | 소설가 리처드 포드 (Richard Ford)                | 미국       |
| 제9회  | 2019년   | 소설가 이스마일 카다레 (Ismail Kadare)           | 알바니아   |
| 제10회 | 2020년   | 소설가 윤흥길                                    | 한국       |
| 제11회 | 2022년   | 소설가 아민 말루프 (Amin Maalouf)                | 프랑스     |
| 제12회 | 2023년   | 소설가 크리스토프 란스마이어(Christoph Ransmayr) | 오스트리아 |
| 제13회 | 2024년   | 소설가 실비 제르맹(Sylvie Germain)               | 프랑스     |

## 같이 보기
- 박경리